# Min kone er husar
Min kone er husar er en dansk spillefilm fra 1935, instrueret af Emanuel Gregers efter manuskript af Axel Frische og Fleming Lynge.

## Medvirkende
- Sigurd Langberg
- Marguerite Viby
- Knud Hallest
- Elith Foss
- Rasmus Christiansen
- Eigil Reimers
- Carl Fischer
- Henry Nielsen
- Ingeborg Pehrson
- Alex Suhr

## Handling
Mona Eilertsen kører i sin bil ad Strandvejen, på vej til husarkasernen, hvor hun får sine daglige ridetimer. En anden bil kører op på siden af hende. Det er Karl Johan Holst, der er kørt efter Mona og nu benytter lejligheden til at fri til hende. Mona siger ja, og snart skal parret giftes. Monas fætter, Anton, tager også ridetimer på husarkasernen, og for ham er affæren mellem kusinen og Karl Johan et hårdt slag.